# Bácum
Bácum é um município do estado de Sonora, no México.

## Política
O município de Bácum foi criado pela primeira vez no ano de 1857, permanecendo como tal até 26 de dezembro de 1930, quando foi considerado que não reunia os requisitos necessários para ser um município, sendo suprimido e incorporado ao município de Cajeme, no entanto, seis meses depois, em 13 de maio de 1931, foi restituído seu estado.